# ألان ديلون
ألان ديلون (اسمه الكامل بالفرنسية: Alain Fabien Maurice Marcel Delon) (8 نوفمبر 1935 - 18 أغسطس 2024)، ممثل ورجل أعمال فرنسي سويسري. وُلد في ضاحية من ضواحي باريس اسمها (أوت دو سين)، اسمه الحقيقي (ألان فابيان موريس مارسيل ديلون). تزوج من الممثلة الفرنسية (ناتالي ديلون) عام 1964 وانفصلا عام 1969 بعد أن أنجبا طفلاً واحداً، بعد تزوج الممثلة (روزالي فان بريمين) عام 1987 لينفصلا عام 2011 أيضا بعد أن أنجبا طفلين.

## المولد والنشأة
ولد ألان فابيان موريس مارسيل ديلون يوم 8 نوفمبر/تشرين الثاني 1935 في هوت دو سين قرب باريس بفرنسا لأب وأم فرنسيين هُما: فرانسوا فابيان ديلون (1904-1977) ووالدته التي تُدعى إديث ماري سوزان أرنولد (1911-1995). انفصل والداه عندما كان في الرابعة من عمره، وتزوج كل منهما مرة أخرى. كان الجد البعيد لألان ديلون هو جان ديلون، الذي عاش في القرن الخامس عشر، وقد حمل ديلون اسم عائلته. عاش طفولة شابها الاضطراب بسبب انفصال والديه وهو لا يتجاوز الرابعة من العمر.
كان والده يدير قاعة سينما بينما كانت أمه تعمل في صيدلية قبل أن تقرر التفرغ لتربية طفلها ألان. وبعد انفصال الوالدين الذي صادف اندلاع الحرب العالمية الثانية، أودع ديلون لدى أسرة أخرى لتكفله، ثم عاش موزعا بين والديه -اللذين أنشأ كل واحد منهما عائلة جديدة- وهو ما طبع نفسيته بتعاسة ومعاناة دائمتين.
ألقت التنشئة المضطربة التي تلقاها ديلون في طفولته بظلالها على مساره الدراسي الذي لم يكن ناجحًا، بسبب عدم انضباطه وتمرده المتواصل الذي كلفه الفصل من مدرسة لأخرى. ويصف هو نفسه هذه الحالة قائلا: «كنت وحشا صغيرًا بالغ الشراسة».
وتعاطى في وقت ما مهنة زوج والدته الذي كان يدير محلا لبيع مشتقات اللحوم، ثم التحق بالجيش وهو في السابعة عشرة من عمره بعد حصوله على ترخيص من والديه، الأمر الذي ظل يؤثر فيه لأنه اعتبر ذلك محاولة منهما للتخلص منه بوصفه طفلا مزعجا.
تلقى تعليمه في مدرسة داخلية كاثوليكية، لكن دراسته توقفت هناك بسبب سلوكه التحق بعدها بعدة مؤسسات تعليمية. في سن الرابعة عشرة ترك دراسته وعمل لفترة قصيرة في حانوت لبيع اللحوم لدى زوج والدته. في سن السابعة عشرة، التحق بالبحرية الفرنسية وخدم في حرب الهند الصينية الأولى، حيث شارك في عدة معارك. قال ديلون إنه خلال السنوات الأربع التي قضاها في الخدمة في الجيش، قضى 11 شهرًا منها في السجن التأديبي بسبب مشاكل سلوكيّة. في عام 1956 تم تسريحه من الجيش بسبب سلوكه، وعاد إلى فرنسا.
بعد عودته إلى فرنسا عمل في أعمال مؤقّتة، فاشتغل نادلًا في مطعم، وحمالًا وبائعًا. اختلط في تلك الحقبة مع الطبقات الشعبية من المجتمع السفلي، وفي ذلك الوقت أصبح صديقًا للممثلة بريجيت أوبر ورافقها إلى مهرجان كان السينمائي حيث بدأ حياته المهنية كممثل.
قطع علاقته بوالديه خلال خدمته العسكرية، ولم يجدد علاقته بشقيقه جان فرانسوا ديلون إلا في عام 1961، بعد أن رأى الأخ صورته على ملصق فيلم.

## مسيرته الفنية
بعد عودته من المشاركة في حرب الهند الصينية (فيتنام لاحقا) عام 1954 باعتباره جندي مظلات ضمن الجيش الفرنسي، جرب ديلون العمل في وظائف متواضعة قبل أن يرصده المنتجون ليقدم في عام 1957 أول أفلامه «أرسل امرأة عندما يفشل الشيطان»، وبعدها فيلم «روكو وإخوته» عام 1960.
التقى ديلون مع مكتشف المواهب الأميركي الشهير هنري ويلسون واجتاز معه اختبار التمثيل بنجاح لكنه لم يذهب إلى هوليوود، بل فضل البقاء في فرنسا التي حقق فيها نجاحا واسعا في فيلم «نون الأرجواني» في العام ذاته، حيث قدم فيه دورا نفسيا مركبا.
خلال زيارته لمدينة كان، تلقى عرضًا من صياد المواهب للمنتج المعروف ديفيد أوه سيلزنيك، وأجرى اختبارًا في التمثيل، بعد ذلك عرض عليه سيلزنيك عقد عمل، بشرط أن يتعلم اللغة الإنجليزية. عاد ديلون إلى باريس كي يتعلم اللغة الإنجليزية، لكن بعد لقاء مع المخرج الفرنسي إيف أليجريت، أقنعه هذا الأخير بالبقاء والعمل في فرنسا. بعد أن وافق سيلزنيك على إلغاء عقده، عرض عليه أليجرست دوراً لأول مرة في فيلمه "Quand la femme s'en mêle"، وفي فيلمه التالي "Faibles femmes" الذي عُرض أيضًا في الولايات المتحدة حيث حقق نجاحًا كبيرًا.
كانت انطلاقة ديلون عام 1960 مع فيلم "في وجه الشمس" حيث لعب دور توم ريبلي، الرجل المتزلف الذي يسعى جاهدًا ليكون محبوبًا من قبل الناس من ناحية، ولكنّه يفتقر في الحقيقة إلى أي ضمير أو مشاعر تجاه المحيطين به، من ناحية أخرى. مثّل في في هذا الفيلم إلى جانب موريس رونيه وماري لافوغيه.
مثَّلَ بعدها في أفلام مثل "روكو وإخوانه"، و"الفهود"، و"البلاك توليب"، و"الساموراي"، و"السيد كلاين"، و"بورسيلينو". في عام 1961 ظهر لأول مرة على خشبة المسرح في مسرحية "من المؤسف أنّها عاهرة" ('Tis Pity She's a Whore) إلى جانب رومي شنايدر التي كانت مخطوبة له منذ عام 1959، بعد أن تألقا معًا، قبل عام في فيلم "كريستين". في عام 1965 ظهر في فيلم "الرولس رويس الصفراء" (The Yellow Rolls Royce) إلى جانب شيرلي ماكلين. في عام 1970 ظهر في فيلم الجريمة الدائرة الحمراء من إخراج جان بيير ملفيل. وكان ديلون وقتها يعتبر من أبرز النجوم الفرنسيين، لكن منذ نهاية السبعينيات وخلال الثمانينيات بدأت نجوميته السينمائية بالتراجع. في عام 1997، أعلن ديلون قراره باعتزال التمثيل السينمائي، ولكن منذ ذلك الحين شارك في خمسة أفلام أخرى، ووسع نطاق أدائه على المسرح في المسرحية الناجحة "Les montagnes russes".
وفي ذروة تألقه السينمائي، ذاع صيته بفضل الأداء الثنائي لأغنية "Paroles, Paroles" الذي سجله مع المغنية داليدا عام 1973، التي كانت خليلته في ذلك الوقت. وفي عام 1968، ارتبط اسم ديلون بفضيحة مالية ومخدرات وفساد على أعلى المستويات، بعد اكتشاف جثة حارسه الشخصي في مكب نفايات. ولم يتم تقديم أي لائحة اتهام ضده، ولكن من وقت لآخر كانت تنتشر شائعات حول صلاته بالدوائر الإجرامية في باريس.
برع ديلون في أدوار الجريمة على غرار فيلم «أي عدد يمكنه الفوز؟» 1963، ونال شهرة كبيرة بفيلم «الساموراي» سنة 1967، كما حقق نجاحا ساحقا في فيلم «بورسالينو» عام 1970. كما نجح في أفلام المغامرات مثل فيلم التوليب الاسود 1964 وفيلم زورو 1975.
وفضلا عن الانتشار الجماهيري الذي يعود أساسا إلى جاذبية ديلون وسحر الشخصية القوية التي يتمتع بها، فإنه انتزع ترحيب النقاد خصوصا إثر أدائه في فيلميْ «السيد كلاين» 1976 و«سوان يحب» 1984.

## الحياة الشخصية
أنجب ديلون أربعة أولاد. كريستيان آرون بابجين-بولوجين (1962-2023) من الممثلة الألمانية نيكو، الذي لم يعترف بأبوّته له، والذي ربته والدة ديلون وتوفي بجرعة مخدرات زائدة عن عمر يناهز 60 عامًا، وترك وراءه طفلين. وأنتوني ديلون (المولود عام 1964) من زوجته الأولى ناتالي بارثلمي، وابنة اسمها أنوشكا ديلون (1990) من زوجته الثانية روزالي فان بيرمان الهولندية، وله منها ابن آخر هو ألن فابيان ديلون (1994). لألن ديلون ما لا يقل عن 6 أحفاد وحفيدات، وجميع أبنائه يعملون في التمثيل.

## الجوائز والأوسمة

### الجوائز
- جائزة «غولدن غلوب» مرة واحدة عام 1964.
- ديفيد دي دوناتيلو 1972.
- جائزة سيزار لأفضل ممثل عام 1985.
- جائزة بامبي 1987.
- جائزة الدب الذهبي الشرفية في مهرجان برلين 1995.

### الأوسمة
- وسام الفنون والآداب الفرنسي 1986.
- وسام الاستحقاق الوطني من رتبة ضابط 1995.
- الوسام العلوي من درجة قائد 2003[18]‘.[19]
- وسام جوقة الشرف من رتبة ضابط 2005.
- وسام الاستحقاق من رتبة فارس 2023.

## حالته الصحية
أصيب ألان ديلون بسكتة دماغية في عام 2019 وتدهورت حالته الصحية في يناير 2024. وفي 25 يناير 2024 أصدرت محكمة في جنوب فرنسا قرارًا بوضع ألان ديلون تحت الحماية القضائية فيما يتعلق بحالته الصحية.

## وفاته
تُوفي ألان ديلون يوم الأحد 18 أغسطس 2024، عن عمر ناهز 88 عامًا، بعد صراع مع مرض السرطان.